# Sozialistische Linkspartei
Die Internationale Sozialistische Alternative (ISA), früher Sozialistische LinksPartei (SLP), ist eine trotzkistische Kleinpartei in Österreich. Sie bildet die österreichische Sektion der International Socialist Alternative (bis zum 1. Februar 2020: Committee for a Workers’ International, deutsch: Komitee für eine Arbeiterinternationale). Ihr langfristiges Ziel ist die Überwindung des Kapitalismus durch eine sozialistische Demokratie. Die SLP ist die Nachfolgeorganisation der 1996 gegründeten Partei Sozialistische Offensive Vorwärts (SOV). Seit 1991 existiert der Verein Vorwärts zur sozialistischen Demokratie. In den 1980er Jahren war die Organisation als Gruppe Vorwärts bekannt.
Die SLP wurde vom Bundesamt für Verfassungsschutz und Terrorismusbekämpfung dem linksextremen Spektrum zugeordnet und wird deshalb beobachtet. Im Verfassungsschutzbericht von 2006 wird die SLP im Kapitel „Marxistische/leninistische Gruppen“ als „einer der Hauptorganisatoren antifaschistischer Proteste“ bezeichnet. Die SLP hat keine Mandatare in öffentlichen Gremien wie Nationalrat, Landtag oder Gemeinderat.

## Politisches Profil
Die Organisation wurde 1981 als Gruppe Vorwärts in Wien gegründet und war innerhalb der Linken und der Gewerkschaftsbewegung lange Zeit auch als Vorwärts-Strömung bekannt. Hier hat sie sich vor allem durch ihre Teilnahme an Demonstrationen und Streiks sowie durch deren Organisierung einen Namen gemacht.
Seit Anfang 2000 tritt die Organisation unter dem Namen Sozialistische LinksPartei (SLP) öffentlich als Partei auf. Sie ist vor allem durch ihre Kampagnen in den Bereichen Antifaschismus, Antirassismus und Frauenrechte bekannt. Ferner ist sie über die Plattform für kämpferische und demokratische Gewerkschaften inner- und außerhalb des ÖGB aktiv. Ihre Bedeutung bei Wahlen ist gering.

### Tradition
Die SLP sieht sich in der Tradition von Marx, Engels, Lenin und Trotzki. Im Parteistatut der SLP heißt es in Bezug auf ihre politischen Traditionen:

„Die SLP knüpft an den kämpferischen Elementen in der Geschichte der österreichischen und internationalen Arbeiterbewegung an. Dazu gehören vor allem die sozialistischen Traditionen der verschiedenen internationalen Vereinigungen, die Gründungsphase der Sozialdemokratie wie der KPÖ, die russische Oktoberrevolution, der antifaschistische Widerstandskampf und der Oktoberstreik 1950.“

Die Erfahrungen der linken Opposition in der Sowjetunion in den 1920er Jahren und die Gründung der Vierten Internationale 1938 zählt die SLP ebenso zu ihren Grundpfeilern wie die von Leo Trotzki und seinen Anhängern in der Zwischenkriegszeit und danach verfochtene Politik der Einheitsfront. Die SLP lehnt somit jegliche Form von Nationalismus und Volksfront grundsätzlich ab.
Die SLP beruft sich auf das Kommunistische Manifest von 1848 und auf das so genannte Übergangsprogramm der Vierten Internationale von 1938 als wichtige programmatische Grundlagen. Die SLP lehnt Stalinismus und Realsozialismus oder Staatssozialismus ebenso ab wie Austromarxismus und moderne Sozialdemokratie, der die SLP vorwirft, den Kapitalismus zu stützen.
Die SLP betont in ihren Publikationen die Wichtigkeit wirtschaftlicher Analysen für die politischen Perspektiven, nach denen sie ihre Arbeit ausrichtet. In dieser Methode sieht sie einen wesentlichen Unterschied zu anderen linken Strömungen, die laut SLP entweder ein abstraktes Maximalprogramm vertreten oder das Ziel des Sozialismus in ihrem Minimalprogramm nur noch auf „Sonntagsreden“ erwähnen.
Im Unterschied zur klassischen Sozialdemokratie tritt die SLP nicht bloß für eine Reformierung des kapitalistischen Systems, sondern für dessen revolutionären Umsturz ein. Ihr „Ziel ist eine sozialistische Gesellschaft, die demokratisch und nach den Bedürfnissen der Menschen organisiert ist. Stalinismus und die SPÖ der Vergangenheit hatten mit Sozialismus nichts zu tun.“
Die SLP steht in trotzkistischer Tradition und versteht sich als sozialistische Alternative zur Kommunistischen Partei Österreichs (KPÖ), der die SLP unter anderem vorwirft, dass sie „Illusion[en] in einen sozialeren Kapitalismus (Stichwort ‚geben statt nehmen‘) habe“.
Die SLP erkennt zwar an, dass die SPÖ in den 1970ern „eine Reihe wichtiger Verbesserungen“ erreicht habe, diese seien jedoch inzwischen wieder rückgängig gemacht worden oder in Gefahr. Seit den 1990ern habe die SPÖ einen „neoliberalen Kurs eingeschlagen“. Das Programm der SLP orientiert sich nach eigener Aussage am wissenschaftlichen Sozialismus und an den „Erfahrungen der ArbeiterInnenbewegung in den letzten 150 Jahren“.

### Internationalismus
Eine grundsätzliche Orientierung auf die Arbeiterschaft mit dem Ziel einer internationalen sozialistischen Revolution ist laut SLP neben seinem konkreten Charakter entscheidend für ein sozialistisches Programm. Damit sieht sie sich in Opposition zu allen Ansätzen einer prinzipiellen Orientierung auf eine „antifaschistische“ oder „antiimperialistische“ Bourgeoisie als auch zu der stalinistischen Konzeption vom Sozialismus in einem Land.
Daher betrachtet sich die SLP – in Abgrenzung zur SPÖ und zu den anderen Mitgliedsorganisationen der sozialdemokratischen Sozialistischen Internationale – als Teil einer Weltpartei und nicht als nationale Organisation in einem internationalen Verbund.
Die SLP ist weltweit gemeinsam mit Gruppen und Parteien in über 35 Ländern im 1974 gegründeten Committee for a Workers’ International (CWI) zusammengeschlossen. Sie ist somit Teil der größten trotzkistischen Internationale nach der Vierten Internationale. Die Schwesterorganisation der SLP in Deutschland ist die Sozialistische Alternative (SAV).

### Programmatik
Die SLP bezeichnet sich selbst als marxistische Partei und versteht sich „als aktiver Teil innerhalb der Gewerkschaft für einen demokratischen und kämpferischen ÖGB und gegen die Abhängigkeit von der SPÖ“. Außerdem steht sie für den „Kampf gegen Sozial- und Bildungsabbau, Rassismus und FPÖ, für Frauenrechte und aktive internationale Solidarität.“
Anders als für die etablierten Parteien seien Wahlen für sie nur eine Plattform zur Verbreiterung sozialistischer Ideen. Auf Grund der „Verbürgerlichung“ der sozialdemokratischen Massenparteien steht die Arbeiterklasse nach Ansicht der SLP heute weltweit ohne eigenständige politische Organisation da. Aufgabe von Revolutionären sei es deshalb, sich für den Aufbau einer solchen Kraft starkzumachen. Ein zentrales Anliegen der SLP ist daher die Formation einer politischen Alternative links von SPÖ und Grünen.
Die SLP begreift sich als ein Instrument zur Verbindung des Ziels des Sozialismus mit der Arbeiterbewegung und ihrem Kampf um soziale Verbesserungen. Die Partei ist für sie im Sinne von Lenins Was tun? einerseits kollektives Gedächtnis der Arbeiterschaft, in dem sie gewissermaßen eine Verallgemeinerung der Erfahrungen vergangener Kämpfe darstellt, und andererseits kollektiver Organisator, indem sie zur Kräftebündelung der Beschäftigten zur Umsetzung gemeinsamer Interessen beiträgt. Ferner soll sie nach Lenin ein Auffangnetz bilden, um dem starken (ökonomischen wie ideologischen) Druck seitens des Kapitals standhalten zu können.
Zentrale Forderungen der SLP sind unter anderem ein „Mindestlohn von 1.100 Euro netto“, eine „automatische Anpassung der Löhne und Gehälter an die Inflation“ (Scala mobile), die sofortige Einführung der 30-Stunden-Woche bei vollem Lohnausgleich und ohne Kündigungen, verstärkte öffentliche Investitionen in Gesundheit, Bildung, Wohnbau und Verkehr, die Einführung einer Vermögensteuer und einer Wertschöpfungsabgabe, die Abschaffung von Konsumsteuern, volle Gleichberechtigung für homo-, bisexuelle sowie transgender Personen, das Wahlrecht für alle in Österreich lebenden Menschen ab 15 Jahren, „kostenlose Verhütung und kostenlose Abtreibungsmöglichkeiten in allen Bundesländern“ und die Rückgängigmachung von Privatisierungen durch die „Überführung aller bereits privatisierten Betriebe sowie der Schlüsselindustrie in Gemeineigentum unter demokratischer Kontrolle und Verwaltung der ArbeiterInnen“.

## Geschichte

### Überblick
Die SLP ging Anfang 2000 aus der so genannten Vorwärts-Strömung hervor. Diese Bezeichnung bezog sich auf das seit 1983 erscheinende Parteiorgan Vorwärts. Als Gruppe Vorwärts war die Strömung von 1981 bis etwa Mitte der 1990er Jahre hauptsächlich in der Sozialistischen Jugend Österreich (SJÖ) und der Sozialdemokratischen Partei Österreichs (SPÖ) tätig. „Seit 1991 war das Vorwärts die klar stärkste Gruppe des trotzkistischen Spektrums.“, so die Arbeitsgruppe Marxismus in ihrer Studie Trotzkismus in Österreich.
Diese Phase war von der so genannten Taktik des Entrismus, also der Arbeit innerhalb der Sozialdemokratie geprägt. Während dieser Zeit wurde ein Auftreten als eigenständige Organisation als eher unzweckmäßig empfunden, da ein solches offenes Auftreten innerhalb der vergleichsweise undemokratischen Strukturen der SPÖ den Aufbau der Gruppe erschwert und nach eigener Einschätzung bald zur Isolation geführt hätte. Das hatte eine halbgeheime Organisationsform zur Folge, die auch in der Zeit nach den Ausschlüssen führender Aktivisten aus der Sozialistischen Jugend 1992/93 beibehalten wurde.
Der Periode des Entrismus folgte eine langsame Öffnung der Organisation, die sich insbesondere in der Arbeit innerhalb der Vorfeldorganisation Jugend gegen Rassismus in Europa ausdrückte und schließlich 1996 in der Gründung der Sozialistischen Offensive Vorwärts mündete. Obwohl die SOV auf die Bezeichnung Partei im Namen zu Gunsten breiterer Formationen verzichtet hatte, war sie amtlich als Partei registriert und strebte auch die Kandidatur bei Wahlen an.
Die offizielle Umbenennung in Sozialistische LinksPartei erfolgte schließlich im Februar 2000 während der Proteste gegen die ÖVP-FPÖ-Regierung, in denen die Partei eine zentrale Rolle spielte.
Die Organisation ist seit ihrem Bestehen Teil des internationalen Committee for a Workers’ International. In Großbritannien reichen die Wurzeln dieser Strömung bis ins Jahr 1937. Diese löste sich als Militant Tendency bereits 1965 vom Vereinigten Sekretariat der Vierten Internationale, das ihr undemokratisch schien.
In ihrer Geschichte des Komitees für eine Arbeiterinternationale heißt es:

„Sie zogen anpassungsfähige Anhänger, die ihrer Linie folgten, eigenständigen Genossen vor, mit denen es eher bedeutendere politische Differenzen gab. Es war unsere Tradition, politische Differenzen offen auszutragen. Anders lief es im VS. […] Eine offene Diskussion mit den unterschiedlichen Sektionen des VS war dieser Führung fremd.“

### Gruppe Vorwärts (1981–1996)
Die 1981 gegründete Gruppe Vorwärts stand in keiner Verbindung zu den „klassischen“ Traditionen des österreichischen Trotzkismus. Die Wurzeln der Organisation liegen im Internationalen Sozialistischen Jugendtreffen der International Union of Socialist Youth (IUSY), auch IUSY-Festival genannt, vom 5. bis 9. Juni 1981 in Wien. Dort knüpften Aktivisten der so genannten Militant-Strömung Kontakt zu österreichischen Jungsozialisten und gewannen die ersten CWI-Mitglieder in Österreich.
Ende Juni 1982 fand die erste programmatische Konferenz der Gruppe Vorwärts in Wien statt, und im März 1983 erschien die erste Ausgabe von Vorwärts als „Betriebszeitung der Sozialistischen Jugend Favoriten“. Der Verein Vorwärts zur sozialistischen Demokratie wurde erst 1991 gegründet.

#### Arbeit in SPÖ und SJ
Die Entwicklung der Gruppe verlief in der ersten Hälfte der 1980er Jahre unregelmäßig. Zur Schaffung der politischen Grundlagen wurden Schulungen über die Geschichte der österreichischen und internationalen Arbeiterbewegung sowie über marxistische Standardwerke abgehalten. Innerhalb der Sozialistischen Jugend setzte sich die Gruppe gegen die austromarxistischen und stalinistischen Strömungen ein.
Ab Mitte der 1980er Jahre gab es eine stabile Führung. Die Zeitung Vorwärts wurde regelmäßiger herausgegeben. Als Minderheit innerhalb der Sozialistischen Jugend wollte die anfangs kleine Gruppe einerseits rund um die Zeitung Vorwärts politisch arbeiten, andererseits entristisch innerhalb der SJ und der SPÖ tätig sein – mit dem Ziel, „linke Jugendliche für marxistische Ideen und den Aufbau einer revolutionären Partei zu gewinnen“. Die Aktivisten der Gruppe Vorwärts traten dabei niemals als Teil einer eigenständigen Organisation auf, sondern als Unterstützer der Zeitung Vorwärts.
Die Arbeit in den sozialdemokratischen Strukturen wurde in erster Linie damit begründet, dass die SPÖ damals noch eine Arbeiterpartei gewesen sei und die SJ eine starke politische Organisation. Der geographische Schwerpunkt war Wien. Ihre Tätigkeit breitete sich auf Niederösterreich, Oberösterreich und Vorarlberg aus.
Obwohl die Gruppe Vorwärts innerhalb der SJ tätig war, ist sie nach eigenen Angaben immer politisch und finanziell unabhängig geblieben, um keine politischen Zugeständnisse gegenüber der SPÖ machen zu müssen. Die Zeitung wurde und wird ausschließlich über den Verkauf und durch Spenden finanziert.

#### SJ-Ausschlüsse
Während die Militant-Strömung im Vereinigten Königreich bereits Anfang der 1970er Jahre die Mehrheit innerhalb der Labour Party Young Socialists stellte und die Ausschlüsse der Redaktion der Zeitung Militant aus der Labour Party unter Neil Kinnock schon im Dezember 1982 erfolgten – also während der Konstituierung der Gruppe Vorwärts als politischer Organisation in Österreich –, entwickelte sich die Vorwärts-Strömung erst in der zweiten Hälfte der 1980er Jahre zu einer ernsthaften Gefahr für die Führung der SJ.
Ab 1991 betrieb die Gruppe Vorwärts aktiv die Schaffung eines linken Flügels innerhalb der SPÖ, bei der sie eine Rechtsentwicklung sah, und kämpfte um die „Rückeroberung […] für den Marxismus“. Sie forderte eine offensive sozialistische Außenarbeit, das Ende der Trennung von Schülern und Lehrlingen sowie eine Demokratisierung der SJ. Auch stellte sie sich in der Zeit vor der Abstimmung zum EU-Beitritt Österreichs gegen die Parteilinie der SPÖ und lehnte einen Beitritt ab, da die EU ihrer Ansicht nach kein Friedensprojekt sei, sondern lediglich die Bedingungen für die Kapitalisten verbessern würde.
1992 wurden fünf führende Aktivisten der Gruppe (John Evers, Michael Gehmacher, Sonja Grusch, Andrea Koch, David Mum) wegen „organisationschädigenden Verhaltens“ aus der SJ Wien ausgeschlossen und die Bezirksorganisationen Landstraße, Margareten, Mariahilf, Brigittenau und Liesing (Wien 3, 5, 6, 20, 23) – insgesamt sieben SJ-Gruppen – aufgelöst. Mehrere Hundert Mitglieder erhielten Heimverbot.
Dies fand eineinhalb Wochen vor der Landeskonferenz der SJ Wien statt, zu der die „Vorwärts-Bezirke“ rund ein Drittel der Delegierten stellten. Auf dieser Konferenz wurde schließlich Sonja Wehsely, heute amtsführende Stadträtin der SPÖ in Wien (Stand: Februar 2008), zur neuen Vorsitzenden der SJ-Wien gewählt. Die Unterstützer der Gruppe Vorwärts sahen in Wehsely eine Vertreterin des rechten Flügels und hatten einen eigenen Gegenkandidaten zur Wahl vorgeschlagen.
Im Januar 1993 folgen die Auflösung der SJ-Gruppe „Aufbruch“ in Salzburg (ebenfalls eine „Vorwärts-Gruppe“) sowie der Ausschluss von vier „Vorwärtslern“. Hintergründe der Ausschlüsse waren nach Ansicht der SLP vor allem die Kritik an der von der Gruppe als unsozial und rassistisch verstandenen Politik der SPÖ (Privatisierung der verstaatlichten Industrie; pro-EG-Haltung; Asylgesetzgebung; Sozialabbau) als auch die Angst vor einer marxistischen Führung der SJ.
Als einen weiteren Grund für die Ausschlüsse nennt die SLP die erfolgreiche Gründung des Antifaschistischen Komitees Österreich (AKÖ) Anfang 1992, das später in Jugend gegen Rassismus in Europa (JRE) umbenannt wurde. JRE beziehungsweise Youth against Racism in Europe (YRE) mobilisierte im Oktober 1992 nach eigener Aussage 40.000 Jugendliche aus ganz Europa zur ersten europaweiten Demonstration gegen Faschismus und Rechtsextremismus in Brüssel. Durch JRE sei der SJ-Führung das Potenzial an Jugendlichen vor Augen geführt worden, welches die Gruppe Vorwärts mittels Aktionismus und sozialistischen Ideen damals ansprechen konnte.
Aus Anlass der Diffamierungskampagne der SJ-Führung gegen die Gruppe brachte die Tageszeitung Der Standard eine Serie zum russischen Revolutionär Leo Trotzki, auf dessen Ideen sich die ausgeschlossene SJ-Minderheit berief.
Bundesvorsitzender der SJ und Mitinitiator der Ausschlüsse war zu dieser Zeit noch Alfred Gusenbauer. Gewählt wurde Gusenbauer am 20. ordentlichen Verbandstag der SJÖ 1984. Damals hieß es in der Zeitung Vorwärts über die verschiedenen Flügel der SJ-Führung:

„Er (der Verbandstag) stand im Zeichen des Wechsels vom alten Verbandsobmann, Abgeordneter zum Nationalrat, Josef Cap zum neuen, Alfred Gusenbauer. Der Freitag stand im Zeichen der Cap-Diskussion. Zahlreiche Delegierte machten ihrer Enttäuschung über das schwächliche Verhalten Caps im Parlament Luft (…) Überhaupt kristallisierten sich erneut die drei Flügel der SJÖ heraus. Der stalinistische Oberösterreicherflügel, der linksreformistische Flügel um Gusenbauer, Schneider (…) und Cap, sowie der parteifreundliche Flügel der SJ-Niederösterreich (…) Im Hauptreferat vertrat Heinz Fischer die Ansichten der Koalitionsregierung.“

#### Bruch mit der SPÖ
In ihrer Analyse des österreichischen Trotzkismus von 1996 schrieb die Arbeitsgruppe Marxismus über die Organisation:

„Generell wurden in den letzten Jahren die SJ-Gruppen immer weniger, die Antifakomitee-Gruppen (später in JRE-Gruppen umbenannt), von denen in Wien vier existierten, immer mehr zu den eigentlichen Grundstrukturen der Außenarbeit des Vorwärts.“

In Übereinstimmung mit ihrer Internationale, dem CWI, analysierte die Vorwärts-Strömung Anfang der 1990er Jahre, dass sich Kämpfe unter der Arbeiterschaft immer weniger innerhalb der SPÖ reflektieren würden. Diese Einschätzung hatte natürlich auch mit den eigenen Erfahrungen zu tun, nachdem es während der Phase des Entrismus zu keiner nennenswerten Bildung eines linken Flügels innerhalb der SPÖ gekommen war.
Auch die Politik der SPÖ Ende der 1980er und Anfang der 1990er Jahre trug nach Ansicht der Strömung dazu bei, dass die kämpfenden Teile der Arbeiterschaft, die so genannten „fortgeschritteneren Schichten“, in Zukunft bei Klassenkämpfen nicht auf die SPÖ orientieren würden. Die von der SPÖ mitgetragenen Privatisierungen seien schuld an der gestiegenen Arbeitslosigkeit und als Konsequenz daran am wachsenden Rassismus gewesen. Die Hauptschuld für den Aufstieg der FPÖ trage demnach die SPÖ, hieß es.
Die Auffassung vom fortgeschrittenen „Verbürgerlichungsprozess“ der Sozialdemokratie führte 1991 neben einer unterschiedlichen Einschätzung der internationalen Lage nach dem Fall der Berliner Mauer und dem Ende der Sowjetunion zu einer Spaltung innerhalb des britischen Militant und auf internationaler Ebene 1992 zwischen einer Mehrheit um Militant-Generalsekretär Peter Taaffe und einer Minderheit um Ted Grant. In Österreich ging aus dieser Minderheit, die für eine Fortsetzung des Entrismus innerhalb der Sozialdemokratie eintrat, die Gruppe Funke (heute der Funke) hervor.
Die taktische Wende des CWI zur Gründung eigenständiger, offener revolutionärer Organisationen wurde zunächst in Schottland, danach in England und Deutschland und schließlich in Österreich vollzogen. Diese Phase wurde intern als „Wende zur Offenheit“ (englisch Open Turn) bezeichnet.
Der von der Funke-Strömung und Ted Grant erhobene Vorwurf, das CWI und die Vorwärts-Strömung hätten sich hier von der eigenen Tradition verabschiedet, ist nach Ansicht des CWI jedoch ungerechtfertigt, wie die eigene Geschichte der Gruppe zeige. Schließlich sei der Entrismus lediglich eine vorübergehende Taktik gewesen.
Um die Verankerung unter Jugendlichen besser im Kampf gegen die geplanten „Sparpakete“ nutzen zu können, gründete die Gruppe Anfang 1995 innerhalb von Jugend gegen Rassismus in Europa die SchülerInnenAktionsPlattform, aus der 2000 die antikapitalistische Jugendorganisation Sozialistischer Widerstand International (SWI) hervorging. Die Initiative zur Gründung der SAP verbesserte die Ausgangssituation der Gruppe in der Schülerbewegung von 1995 und 1996. Zu dieser Zeit gelang es laut AGM, „tausende Schüler gegen die Sparmaßnahmen der Regierung zu mobilisieren und auch die offiziellen Schülervertreter deutlich unter Druck zu setzen.“
Gleichzeitig bemängelte die AGM, dass die Gruppe Vorwärts die Studierendenbewegung im Frühjahr 1996 anfangs verschlafen habe. Im selben Buch sprach die SOV davon, dass sie es geschafft habe, „15.000 Schüler[Innen] zum Streik gegen Sozialabbau und auf die Straße zu bringen.“
Die Gruppe arbeitete noch einige Zeit im Umfeld von SJ und SPÖ. Dies wurde aber immer mehr als Hindernis für eine „sozialistische Arbeit und den Aufbau einer revolutionären Organisation“ gesehen.

### Sozialistische Offensive Vorwärts (1996–2000)
Nach dem Bruch mit der SPÖ wurde schließlich im Mai 1996 die Sozialistische Offensive Vorwärts (SOV) gegründet. Bundessprecher der SOV wurde John Evers. Es kam immer wieder zu verstärkter inhaltlicher Zusammenarbeit mit anderen linken Organisationen. Ihre Hauptaufgaben sah die SOV einerseits im „Aufbau einer revolutionären Organisation“, andererseits im Engagement für den Aufbau einer neuen sozialistischen Massenpartei.
Ein wichtiger Punkt für SOV und SLP war seit dem Bruch mit der SPÖ der Aufbau einer neuen Arbeiterpartei, die sie realistischerweise selbst nicht ist, wie sie stets betont. Im Parteistatut der SLP heißt es: „Die SLP strebt die Bildung einer neuen sozialistischen ArbeiterInnenpartei und Bewegung in Österreich und international an.“
Während der Phase als SOV gab es einen Diskussionsprozess mit der Sozialistischen Alternative (SOAL), der KPÖ, der türkischen ÖDP, der Werkstatt Frieden & Solidarität Linz und anderen. Dies war der Hauptgrund dafür, dass die Organisation nach dem Bruch mit der SPÖ nicht sofort die Bezeichnung Partei im Namen trug, sondern sich vorerst Sozialistische Offensive Vorwärts nannte.
1996 kam es zu einer gemeinsamen Kandidatur mit der KPÖ. Die Zusammenarbeit mit der KPÖ wurde von der SOV in Folge jedoch als negativ eingestuft. Dennoch wurden weiterhin Ansätze für weitere gemeinsame Kandidaturen ausgelotet und diskutiert. Nachdem diese Ansätze zu einer neuen sozialistischen Partei scheiterten und das Erstarken der FPÖ bei den Nationalratswahlen im Oktober 1999 von der radikalen Linken nicht verhindert werden konnte, entschied sich die Mitgliedschaft der SOV zur Gründung der SLP.
Nach den Erfahrungen der SOV mit SOAL, KPÖ, ÖDP betrachtet sich die SLP heute schließlich als einzige Kraft in Österreich, die das Ziel einer solchen politischen Alternative links von SPÖ und Grünen verfolgt.
Die SOV finanzierte sich ebenso wie bereits die Gruppe Vorwärts zuvor und danach die SLP über Mitgliedsbeiträge, Verkaufserlöse und Spenden.

### Sozialistische LinksPartei (seit 2000)
Am 17. Februar 2000 wurde auf der SOV-Bundeskonferenz die Sozialistische LinksPartei gegründet. Zu dieser Zeit engagierte sich die SLP in der Widerstandsbewegung gegen die neu angetretene schwarz-blaue Koalition. Die Umbenennung war bereits 1999 beschlossen worden, weshalb die Partei bei den Protesten gegen die Regierung auch schon vor der offiziellen Gründung parallel zur Bezeichnung Sozialistische Offensive Vorwärts den neuen Namen verwendete.
Die SLP wollte diese Proteste über Demonstrationen hinaus ausweiten und rief zu Streiks auf, weil nur durch diese „den Herrschenden wirklich Schaden“ entstehe. Zu Streiks kam es vorerst nicht. Da die Protestbewegung ihre Ziele letztlich nicht erreichte, sei auch die SLP geschwächt worden. Die SLP trat 2002 zum ersten Mal bei den Nationalratswahlen in Österreich an.
Zu dieser Zeit hatte die SLP auch ihre bislang stärkste Medienpräsenz. So wurde beispielsweise die Großdemonstration am Donnerstag, dem 3. Februar 2000 von der SLP angeführt. Am folgenden Tag war das Foto der SLP nicht nur auf der Titelseite vieler österreichischer Tageszeitungen, sondern unter anderem in der Münchner Abendzeitung vom 5./6. Februar (Wochenendausgabe) und schaffte es mit der New York Times und anderen sogar in die USA. Das Bild zeigte vier Aktivistinnen der SLP mit Schildern, auf denen stand:

„Sozialistische Linkspartei (SLP)

Widerstand!
Weg mit FPÖ

und ÖVP

Sozialistische Offensive Vorwärts (SOV)“

Auch die spontane Demonstration gegen die geplante Einführung von Studiengebühren am 20. September 2000 wurde von der SLP angeführt. Am Tag darauf war ein Foto von Aktivisten samt Transparent und Megafon das Titelbild der Salzburger Nachrichten, der Kleinen Zeitung und der Tiroler Tageszeitung. Im Kurier, in Der Standard und anderen war es das Titelbild zu den jeweiligen Berichten über die Proteste.
Seitdem erregte die SLP unter anderem auf Grund ihrer Rolle in den bis Anfang 2002 stattfindenden Donnerstagsdemonstrationen, durch ihre Aktivitäten gegen die Einführung von Studiengebühren in Österreich 2001 sowie durch ihre Kampagne gegen die radikalen Abtreibungsgegner von Human Life International und durch Mobilisierungen gegen rechtsextreme Organisationen wie den neonazistischen Bund freier Jugend (BFJ) in Oberösterreich mediale Aufmerksamkeit.

#### Gewerkschaften und Betriebsarbeit
Die gewerkschaftliche und betriebliche Arbeit der Partei orientiert sich an dem mittelfristigen Ziel einer Veränderung des Österreichischen Gewerkschaftsbundes hin zu einer klassenbewussten, kämpferischen und demokratischen Gewerkschaft.
Um sich nicht von der eigenen Klientel abzuschotten, sei diese Arbeit fundamental, so die SLP. Auf ihrer Website heißt es:

„Arbeitskämpfe und eine konsequente Betriebsratarbeit bringen ArbeitnehmerInnen soziale Verbesserungen und Erfahrung. Vor allem bei einem Streik wird den Beteiligten ihre Macht klar. Für MarxistInnen wäre es fatal, bei diesem Prozess nur kommentierend auf der Seite zu stehen.“

Ursprünglich arbeitete die Partei innerhalb der Gewerkschaft der Privatangestellten bei den Unabhängigen GewerkschafterInnen (UG) mit. Später wechselte sie zum Gewerkschaftlichen Linksblock (GLB), weil die UG immer stärker von den Grünen dominiert worden und uneinheitlicher aufgetreten sei. Es wurde jedoch stets betont, dass die Partei flexibel in ihrer Fraktionstätigkeit ist, da diese nur ein Instrument für eine klassenkämpferische Gewerkschaftspolitik sei.
Die Politik der Sozialpartnerschaft lehnt die SLP ab, da diese „zu faulen Kompromissen zuungunsten der ArbeitnehmerInnen“ führe. Von der Gewerkschaftsführung fordert die SLP deshalb einen Bruch mit der Sozialpartnerschaft sowie Urabstimmungen zu Streiks. Laut SLP haben die großen Unternehmerverbände wie Wirtschaftskammer Österreich und Industriellenvereinigung mit der Bildung der schwarz-blauen Regierung im Jahr 2000 und ihrem neoliberalen Programm die Sozialpartnerschaft einseitig aufgekündigt. Anstatt der alten Sozialpartnerschaft nachzutrauern, sollte der ÖGB kämpfen, fordert die SLP.
Mit der Gründung der Plattform für kämpferische und demokratische Gewerkschaften (PKDG) im Oktober 2003 wollte die SLP einen Ansatz für eine klassenkämpferische Politik inner- und außerhalb des ÖGB schaffen, da der GLB diese Rolle nach Ansicht der SLP nicht spielte. Diese Gewerkschaftsplattform bildete in Folge die Grundlage der meisten Interventionen in Arbeitskämpfe.
Sie war das Nachfolgeprojekt zum 1994 gegründeten Gewerkschaftsstammtisch. Über diesen schrieb die AGM 1996: „Zusätzlich wurde mit dem Vorwärts-Gewerkschaftsstammtisch eine Struktur für die Zusammenarbeit mit anderen linken Betriebsräten eingerichtet.“
Die SLP geht von einer neuen Qualität der Kämpfe zwischen Arbeit und Kapital in Österreich seit den Generalstreiks gegen die „Pensionsreform“ 2003 aus. „Ob (General-)Streik gegen den Pensionsraub, AUSTRIAN, Österreichische Bundesbahnen, Postbus oder Veloce – wir haben es mit einer neuen Qualität von Klassenkämpfen zu tun“, heißt es in einem Artikel von 2005.
Während dieser Zeit hat die SLP die meisten größeren Streikaktionen in Österreich direkt unterstützt, unter anderem 2003 die Großdemonstration und die beiden Generalstreiks gegen die Pensionsreform, die Streiks bei Austrian Airlines, Post, Postbus und ÖBB sowie die Protestaktionen gegen die Privatisierung der voestalpine in Linz, im April 2004 den wilden Streik beim Fahrradbotendienst Veloce – dem ersten Streik der so genannten atypisch Beschäftigten in Österreich, zu dessen Unterstützung die SLP eine Solidaritätsdemonstration sowie diverse Veranstaltungen organisierte im Sommer 2004 den von der SLP mitorganisierten Aktionstag des Wiener Sozialbereiches und die Proteste im Wiener Sozialbereich im Sommer 2005, Anfang 2006 die Protestaktionen gegen den Börsegang der Post im Herbst 2006 den Streik der AUA-Bord Belegschaft und den Streik bei Siemens PSE, Anfang 2007 den Arbeitskampf bei KiK.
Auch hier genoss die SLP eine gewisse mediale Aufmerksamkeit. Der Standard vom 25. April 2003 beispielsweise verwendete als Hauptbild zum Bericht über die ÖGB-Großkundgebung einen Tag zuvor ein Foto der SLP mit der Bildunterschrift:

„Die SLP, die Linkspartei, mischte sich unter die Groß-Betriebsversammlung und forderte zum Kampf auf.“

Zusätzlich zählt die SLP internationale Solidaritätskampagnen zum Beispiel mit streikenden Bergarbeitern in Kasachstan, der Trade Union Rights Campaign Pakistan etc. zu ihrer Betriebsarbeit.

#### Bildung und Jugend
Ferner gab es bereits vor der Gründung der SLP Ansätze einer Zusammenarbeit mit der Unabhängigen Bildungsgewerkschaft (UBG) sowie mit dem überparteilichen LehrerInnenforum Henriettenplatz. SLP-Mitglieder nahmen an deren Treffen teil und boten Unterstützung an Schulen an. Ein wichtiges Mittel war dabei die Verankerung der SLP im Schülerbereich. Hier hatte die Organisation bereits im Oktober 1998 mit dem „Bildungswandertag“ in Baden gegen das Treffen der EU-Bildungsminister und Schulstreiks gegen geplante Einsparungen bei Lehrern Vorarbeit geleistet. Die Proteste unter dem Motto „Schüler und Lehrer gegen Gehrer“ im Herbst 1998 halfen, eine Brücke zwischen Lehrern und Schülern zu schlagen, während die offiziellen Schülerorganisationen (aks, GPA-Jugend und Schülerunion) die Einsparungen beim Lehrpersonal begrüßten. Außerdem gab es eine Orientierung auf Lehrlinge und Jugendarbeitslosigkeit.
Das Mobilisierungspotenzial der Partei unter Jugendlichen zeigte sich in zahlreichen großen Demonstrationen. So gelang es beispielsweise im Februar 2000 über die SchülerInnenAktionsPlattform, 15.000 Schüler in Wien zu einem Schulstreik gegen die Regierungsbeteiligung der FPÖ zu mobilisieren.
2003 die SLP initiierte einen großen bundesweiten Schulstreik zu Beginn des Irakkriegs, zu dem allein in Wien 10.000 Schüler mobilisiert werden konnten. Nachdem im Vorhinein nicht abzusehen war, ob und wann es zu einem Krieg kommen würde, hat die SLP bereits im Winter 2002 mit der Mobilisierung für einen Streik am Tag der ersten Bombardements, dem so genannten Tag X, begonnen. Der Aktionstag wurde weltweit von der dem CWI nahestehenden Organisation International Socialist Resistance (ISR) ins Leben gerufen, deren österreichische Sektion Sozialistischer Widerstand International ist.
Gleichzeitig soll die Gewinnung von Jugendlichen eine Unterstützung für die Betriebs- und Gewerkschaftsarbeit sein. Einerseits betrachtet die SLP die Jugendlichen als die Arbeiter von morgen, andererseits sollen in der politischen Aktivität Erfahrungen für die spätere betriebliche Tätigkeit geschaffen werden.

#### Kampagne gegen Abtreibungsgegner
Bereits 1996 hatte die Organisation einen eigenen Frauenstammtisch nur für Frauen gegründet. Seit 1997 beschäftigte sich die SLP (teilweise noch als SOV) wegen des Erstarkens der radikalen Abtreibungsgegner mit dem Thema Schwangerschaftsabbruch.
2004 wandte sich die Frauensprecherin der SLP, Claudia Sorger, in einem Artikel in der Volksstimme unter dem Titel Terror vor der Klinik gegen die Aktivitäten von Human Life International (HLI) in Wien. Daraufhin wurde sie von Dietmar Fischer, dem Leiter von HLI Österreich, für den Vorwurf, seine Organisation betreibe Psychoterror, geklagt.
HLI verlor die Klage gegen die SLP. Zudem konnte die Beklagte vor Gericht den Wahrheitsbeweis erbringen.

### Wahlen
Die SLP nimmt vorwiegend an Wahlen teil, um den Bekanntheitsgrad der Partei zu erhöhen. Auf Grund der erhöhten politischen Aufmerksamkeit während Wahlen bieten diese eine Plattform zur Diskussion mit Wählern sowie einer intensiveren Verbreitung der eigenen Ideen und Ziele. Jedoch tritt die SLP nicht zu Wahlen an, um das kapitalistische System zu verändern, da sie nicht der Ansicht ist, dass das innerhalb der „bürgerlichen Demokratie“ gelingen könnte.
- 1996 kandidierte die Vorgängerorganisation SOV gemeinsam mit der KPÖ bei der Wahl zum Europäischen Parlament. Dabei erhielten sie 17.656 Stimmen (0,47 %).[66]
- 2000 und 2004 traten SLP-Mitglieder auf der Liste des Gewerkschaftlichen Linksblocks bei den Wahlen zur Wiener Kammer für Arbeiter und Angestellte an.[65]
- Bei den Gemeinderatswahlen in Wien 2001 erreichte die SLP 100 Stimmen (0,01 %). Allerdings trat sie nur im Wahlkreis Zentrum (Innere Stadt, Wieden, Margareten und Mariahilf) an. Die 100 Stimmen bei der Gemeinderatswahl entsprechen in diesem Wahlkreis 0,18 % der Stimmen. Bei den simultanen Wahlen zur Bezirksvertretung wurde einzig im Bezirk Margareten kandidiert und mit 139 Stimmen 0,68 % erreicht.[67][68]
- Bei der Nationalratswahl 2002 erreichte die SLP 3.906 Stimmen (0,08 %).
- Bei der Landtags- und Gemeinderatswahl in Wien 2005 trat die SLP erneut nur im Wahlkreis Zentrum an und erreichte dort 124 Stimmen (0,24 %, was wienweit 0,02 % entspricht). Im Wahlkampf konzentrierte sie sich auf die Mobilisierung gegen Veranstaltungen des FPÖ-Bundesparteiobmanns Heinz-Christian Strache. Bei den zeitgleichen Wahlen zur Bezirksvertretung reduzierte sich in Margareten ihr Stimmenanteil (90 Stimmen, 0,47 %). Auch in Favoriten (0,19 %) und der Brigittenau (0,28 %) verpasste die SLP Mandate deutlich.
- Bei der Nationalratswahl 2006 erreichte die Sozialistische LinksPartei, Liste gegen Kapitalismus und Rassismus[69] 2.136 Stimmen (0,05 %). Auch hier lag ein Hauptaugenmerk in Aktionen gegen die FPÖ. Bereits im Frühjahr organisierte die SLP Proteste gegen das Volksbegehren „Österreich bleib frei“ der FPÖ.[70]
- Bei der Nationalratswahl 2008 kandidierte die SLP im Rahmen der im August 2008 gegründeten Plattform Die Linke. SLP-Bundessprecherin Sonja Grusch wurde Spitzenkandidatin des Bündnisses; gefolgt von Hermann Dworczak, dem Mitinitiator der Plattform.[71]
- Zur Nationalratswahl 2013 trat die SLP im Bundesland Wien wieder als eigenständige Partei an.[72] Sie erzielte mit 844 Stimmen 0,13 % Stimmenanteil in Wien.
- Bei der Nationalratswahl 2017 trat die Partei in Wien und Oberösterreich an und erzielte mit 713 Stimmen ein Ergebnis von 0,01 %.[73]

## Parteistruktur
Die Partei ist in Landes-, Bezirks- und Ortsgruppen gegliedert. Sitz der Parteizentrale ist Wien. Bedingungen für eine Mitgliedschaft sind Anerkennung von Programm und Statut, aktive Mitarbeit sowie Zahlung eines monatlichen Mitgliedsbeitrags. Die Tätigkeit der Organisation wird von einer gewählten Leitung und einem Vorstand koordiniert.
Funktionäre müssen den Mitgliedern jederzeit Rechenschaft über ihre Tätigkeit ablegen und können auf Initiative einer qualifizierten Mehrheit von ihrem Verantwortungsbereich abgewählt werden. Beschlüsse sollten nach einer internen Diskussion von allen Mitgliedern getragen werden können.

## Parteiorgan
Das Parteiorgan der SLP ist die Monatszeitung Vorwärts mit einer Auflage von 1.000 Stück. Mit der Einstellung der Arbeiter-Zeitung (SPÖ), der Volksstimme (KPÖ), der Zeitschrift „die Linke“ (GRM/SOAL) und des TATblatts (autonom) ist Vorwärts neben der Neuen Volksstimme und Der Funke die einzige noch existierende linke Zeitung in Österreich. Zeitungsverkäufe gibt es in Kärnten, Niederösterreich, Oberösterreich, Salzburg, Steiermark und Wien.
Zusätzlich zur Zeitung werden alle zwei bis drei Monate Broschüren zu verschiedensten Themen publiziert. Alle Redakteure der Zeitung sind Mitglieder der Organisation. Zur Verbreitung sozialistischer Ideen sei eine Zeitung unerlässlich – auch in Zeiten des Internets. Der Vertrieb der Zeitung findet über wöchentlich stattfindende Straßenverkäufe, auf politischen Veranstaltungen sowie über Abonnements statt.
Die erste Ausgabe der Zeitung Vorwärts erschien im März 1983, damals als „Betriebszeitung der SJ Favoriten“. Anhand der Untertitel und der Regelmäßigkeit des Erscheinens lassen sich gewissermaßen die jeweilige Ausrichtung und Verfassung der Organisation ablesen. Seit 1986 erschien sie als „Marxistische Zeitung für SJ, SPÖ & Gewerkschaft“, ab 1991 als „Zeitung der Marxisten in SJ, SPÖ & Gewerkschaft“; 1992 wurde die aks, die Aktion Kritischer Schülerinnen und Schüler dem Untertitel der Zeitung hinzugefügt. Ab 1993 erscheint sie zehn Mal im Jahr. Ab 1994 erschien die Zeitung Vorwärts mit dem Untertitel „Sozialistische Zeitung“.

## Parteinahe Organisationen
In ihrer Geschichte verfügten die Gruppe Vorwärts, die SOV beziehungsweise die SLP über eine Reihe von Vorfeldorganisationen. Eine Mitgliedschaft in einer Vorfeldorganisation bedeutet(e) nicht automatisch eine Mitgliedschaft in der Partei.
- Jugend gegen Rassismus in Europa (JRE) – 1990er Jahre
- SchülerInnenAktionsPlattform (SAP) – 1995–2000
- Sozialistischer Widerstand International (SWI) – seit 2000
- Plattform für kämpferische und demokratische Gewerkschaften – seit 2003

## Abspaltungen
Aus der Organisation hervorgegangen sind 1994 die Gruppe Der Funke, die den Entrismus in der SPÖ/SJÖ weiterführte, und 1999 die Antifaschistische Linke – AL. Aus der AL ging später die Revolutionär Sozialistische Organisation hervor. Direkte Abspaltungen aus den Reihen der Vorwärts-Strömung gab es bislang keine.